# Sinagoga del Tránsito
La sinagoga del Tránsito, o sinagoga di Samuel ha-Levi, è una sinagoga in stile mudéjar del XIV secolo che si trova a Toledo e che rappresenta l'esempio più importante di arte ispano-ebraica.

## Storia
La sinagoga fu costruita tra il 1355 e il 1357 nel cuore della juderia di Toledo per essere la sinagoga privata di Samuel ha-Levi Abulafia, il ricco tesoriere di Pietro il Crudele, re di Castiglia e León. Dopo l'espulsione degli ebrei dalla Spagna nel 1492, la sinagoga venne ceduta dai Re cattolici all'ordine di Calatrava in cambio di alcuni dei loro possedimenti e successivamente convertita in chiesa. Dal XVII secolo è conosciuta come la Chiesa del Tránsito per via del dipinto "La dormizione di Maria" che adornava l'altare plateresco e che oggi si trova al Museo del Prado di Madrid.
Nel XIX secolo ebbe diversi usi, tra cui anche caserma, finché nel 1877 venne riconosciuta come Bien de Interés Cultural.
Oggi ospita un museo dedicato alla cultura ebraica sefardita di Toledo.

## Descrizione
Con l'apparente approvazione del re, ha-Levi sfidò le leggi che richiedevano che le sinagoghe fossero più piccole e più basse delle chiese circostanti e che fossero decorate semplicemente. 
La Sinagoga del Tránsito invece presenta una semplice pianta rettangolare, ma le pareti interne sono decorate con motivi geometrici e floreali di squisita fattura tipici dell'arte mudéjar e stucchi policromi. La parete orientale, rivolta verso Gerusalemme, è particolarmente decorata con sette archi e arabeschi e presenta tre nicchie che formavano l'Aron haQodesh che ospitava i rotoli della Torah. Il soffitto in stile artesonado è in legno di cedro.